# 冲鸭冲鸭
《冲鸭冲鸭》是中国大陆歌手杨超越于2018年11月15日在代言盛大游戏旗下起源工作室研发的手机游戏《光明勇士》时，《光明勇士》为其量身打造的个人游戏主题曲；也是杨超越出道以来个人推出的首张游戏单曲。

## 歌曲信息

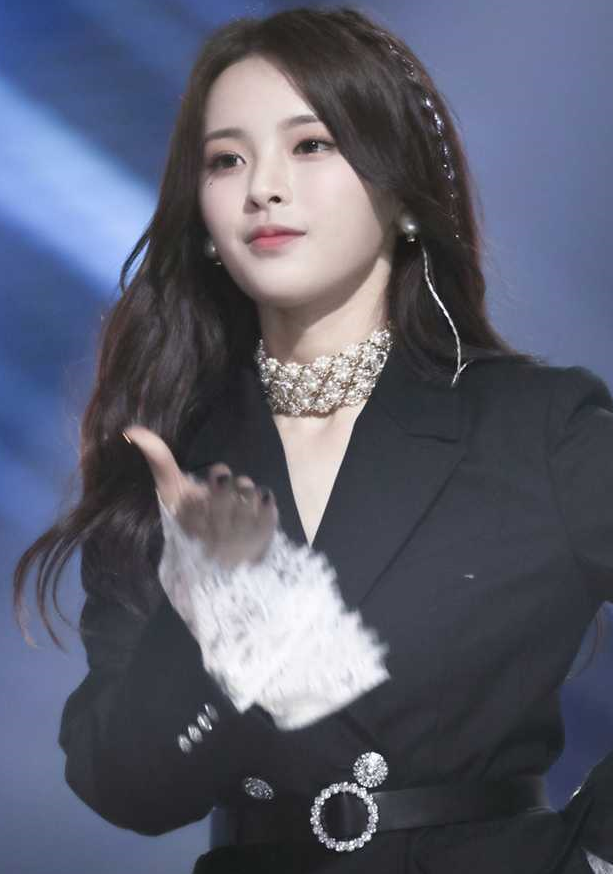
杨超越在演唱会上

该曲由头牌音乐壹壹作词、头牌音乐邹梓骅与Tosa作曲、邹梓骅编曲制作完成。
在MV中，杨超越一改之前大众对其舞蹈能力较弱的印象，以可爱萌动的舞步展示出独特的魅力。

## 影响评价
歌曲经推出便瞬间登上QQ音乐巅峰人气榜日榜第一、周榜第二，其凭借萌趣可爱的歌词、魔性洗脑的旋律受到了广大粉丝的喜爱。 另据媒体报道，歌曲发布不久就已经有幼儿园幼师使用这首《冲鸭冲鸭》作为小朋友们的晨间操音乐。
此歌曲也曾因尚雯婕音乐节目中吐槽杨超越单曲《冲鸭冲鸭》的言论引发热议。